# Frank Grützbach
Frank Grützbach (* 1943 in Lötzen (Ostpreußen)) ist ein deutscher Drehbuchautor, Filmregisseur und Schriftsteller.

## Leben
Frank Grützbach war zunächst Buchhändler und Werbekaufmann, ehe er an der neu gegründeten Deutschen Film- und Fernsehakademie Berlin (dffb) aufgenommen wurde (im allerersten Jahrgang, zusammen mit Harun Farocki, Daniel Schmid, Wolfgang Petersen u. v. a.). Nach dem Filmstudium schrieb er Reportagen für Radio und Fernsehen, später wurde er Unterhaltungsredakteur beim WDR. Anfang der 1970er Jahre war er Sekretär von Heinrich Böll, mit dem er zwei Bücher herausbrachte, eines über Ulrike Meinhof. Seit 1964 lebt Grützbach in Köln und arbeitet dort als Regisseur und Autor für Radio und Fernsehen. Seit 1998 ist er Mitautor der ARD-Serie Lindenstraße.

## Werke
Bücher:
- Freies Geleit für Ulrike Meinhof, Hrsg., 1972, mit Heinrich Böll
- Ein Artikel und seine Folgen, 1982 mit H. Böll
- Hörspiel für den Lokalfunk, Hrsg., 1992, mit Eva Maria Oehrens
- Kölner Heimathirsche, 1996, mit Klaus Mischka
- Der Schwarzgeldesser, Kriminalroman, 1989
- Händelstrassenblues, 2000, mit Peter Meisenberg und Ralf Leinburger (auch als CD)

Hörspiele: (Auswahl)
- Käsebier erobert den Kurfürstendamm, SFB, 1975
- Hey, boys and girls, let's have a good time together, NDR, 1975
- Grauer Dämon, WDR/SFB, 1977
- Am Savignyplatz, DLF/SFB, 1977
- Einige leere Zimmer, WDR, 1977
- Atlantis in den Hallen, WDR, 1977
- Notizen aus einem schlechten Traum, WDR, 1982
- Das kleine Katastrophenprogramm, mit Robert Stauffer, 1983
- Walkman, WDR/NDR, 1985
- Freeze, WDR, 40 Min, 1989
- Nichtöffentliche Sitzung, WDR, 1990
- Klartext – Die Sendung, die kein Tabu kennt WDR, 1995
- "Straßenblues", mit Peter Meisenberg, WDR, 2000 (Regie: Leonhard Koppelmann)

Filme: (Auswahl)
- Werner, Kurzfilm, dffb, 1967
- Wie im Leben, Episodenfilm, Mitautor, WDR, 1983–86
- Trabanten Drehbuch und Regie, WDR, 1984
- Schluss! Aus! Feierabend!, Regie, WDR, 1989
- Auf eigene Gefahr, Krimiserie, Mitautor, 1993
- Operation Annie, Dokumentation, Regie, WDR, ?
- Der Phönix-Deal, Tatort, Drehbuch, SFB, 1996
- Rot wie das Blut, Drehbuch, WDR, 1998
- Die Anrheiner Serie, Mitautor, WDR, 1998
- Die Lindenstrasse, Serie, Mitautor, ARD, seit 1999
- Hitsch, Kinofilm, Drehbuch und Regie (mit Tilo Prückner), 2005